# Мейерберг, Августин
А́вгустин Ме́йер барон фон Ме́йерберг, также Майерберг (нем. Augustin Meyerberg, лат. Augustinus de Mayerberg; август 1612, Силезия — 23 марта 1688, Вена) — австрийский барон, путешественник, дипломат и государственный деятель, автор записок о России XVII века.

## Биография
Родился в небогатой дворянской семье в Силезии. В молодости служил советником апелляционного суда в Глогау при императоре Фердинанде III (1637—1657). Преемник последнего Леопольд I вызвал его в Вену, удостоил чина гоф-камеррата, т. е. надворного советника, и двенадцать раз отправлял в качестве посла к разным дворам, в том числе к турецкому султану Магомету IV, к королю польскому Иоанну-Казимиру, к королю датскому Христиану V, к русскому царю Алексею Михайловичу и др. Русский филолог и археограф второй половины XIX века О. М. Бодянский, отметив успехи Мейерберга в изучении русского языка, предполагал, что у него могли быть славянские корни, как и у его предшественника Герберштейна.
Умер 23 марта 1688 года в Вене и был похоронен рядом с вышеназванным Герберштейном в приделе Мариагильф имперской приходской церкви Св. Михаила (совр. восточная часть площади Михаэлерплац, Внутренний Город).

### Дипломатическая деятельность
23 августа 1666 года он получил титул барона Священной Римской империи, соответственно, его фамилия стала звучать, как Мейер фон Мейерберг; до этого же назывался де Мейерном, и под этим именем совершил в 1661—1662 годах своё путешествие в Москву. Описанию своей миссии в Московии он посвятил два латинских сочинения. Первое представляет собой подробное дипломатическое донесение о ходе переговоров, о приёмах при царском дворе и о результатах посольства. Второе, предваряемое кратким историческим введением, заключает в себе иллюстрированное описание всего увиденного путешественником, и представляет собой свод впечатлений, которые произвели на просвещённого европейца картины русской жизни того времени.
Поводом к посольству Мейерберга в Россию послужила война между Россией и Польшей из-за Украины. Первое перемирие в 1656 году было заключено при посредничестве Австрии, но в 1658 году война возобновилась. Император Леопольд I вновь предложил своё посредничество. В составе отправленного с этою целью посольства находился священник Севастьян Главиник (Главинич), который представил венскому двору собственное донесение «Sebastianus Glavinich de rebus Moschorum».
Посольство, выехав из Вены 17 февраля 1661 года, прибыло к Москве 24 мая, через Псков, Новгород и Тверь. 25 мая состоялся торжественный въезд в столицу и на следующий день приём во дворце. Мейерберг подробно останавливается на обстановке приёма, на церемониале, на чествовании послов царским обедом. Совещания тянулись около четырёх месяцев и не раз грозили порваться, вследствие, например, несоблюдения какою-либо из сторон правил о титулах государей. Царь соглашался принять посредничество австрийского императора, но король польский, выражая готовность к миру, не желал вмешательства Австрии. Тогда Мейерберг приложил все старания, чтобы добиться у царя, согласно инструкции Леопольда I, помощи и союза против турецкого султана, но получил отказ, хотя Алексей Михайлович и обещал каким-нибудь другим путём отблагодарить императора за предложенное посредничество. 24 апреля 1662 года посланники были приглашены во внутренние покои, «на дружескую беседу», состоявшую в питии заздравных чаш. 25 апреля была прощальная аудиенция и 6 мая 1662 года посольство выехало в Смоленск, для участия в совещании русских и польских уполномоченных, но и там потерпело неудачу.
На обратном пути Мейерберг проехал по Днепру от Смоленска до Могилёва, затем через Минск и Борисов отправился в Вильно. На протяжении всего своего путешествия и во время пребывания в Москве барон вёл дневниковые записи и собирал сведения по истории России и о важнейших внутриполитических событиях в ней, включая Медный бунт, а также о государственном и общественном устройстве, внешней политике, военном деле, хозяйстве, торговле, религиозных обрядах и народных обычаях страны. Его сочинение содержит характеристики выдающихся государственных деятелей России середины XVII века, в частности, Ф. М. Ртищева, Ю. И. Ромодановского, Б. М. Хитрово, И. Д. Милославского, патриарха Никона и др. 
Как наблюдатель Мейерберг довольно объективен: отмечая грубость нравов, недостаток просвещения и общую отсталость русской культуры, он видит в ней, вместе с тем, и здоровое начало, выводя, к примеру, самого царя Алексея Михайловича в качестве справедливого и милосердного государя. Вместе с тем, этнографическая информация Майерберга, в частности, его сведения о коренных народах Крайнего Севера, не слишком точны. Так, рассуждая о самоедах, он называет их каннибалами, опровергая, однако, поверье об обычае их укрываться на время полярной ночи под землёй и впадать, подобно медведям, в зимнюю спячку, называя подобные басни «сказками старух».  
Также в описании своего посольства Мейерберг привёл сведения об убийстве гетмана В. Гонсевского в Вильно, описал архитектуру, быт жителей и природу окрестностей Дубровно, Орши, Копыси, Шклова, Быхова, Могилева, Борисова, Минска. В частности, он отмечал, что Белой Русью в самой России называют «области между Припятью, Днепром и Двиною, с городами Новогрудком, Минском, Мстиславлем, Смоленском, Витебском и Полоцком».
22 февраля 1663 года Мейерберг вернулся в Вену.
Первое донесение Мейерберга «Relatio humillima Augustini de Meyern et Horatii Gulielmi Caivuccii, ablegatorum in Moschoviam a d. 17 Febr. 1661 usque ad d. 2 2 Febr. 1663» было издано в 1820 году (Wichmann, «Sammlung bisher noch ungedruckter kleiner Schriften zur ä ltern Geschichte und Kenntniss des Russischen Reichs», Берлин). На русском языке существуют два перевода: первый, Доброклонского, напечатанный в «Русском Зрителе» за 1828 год, № 3-6, и второй, Барсова, в «Чтениях в Императорском обществе истории и древностей российских при Московском университете» за 1882 год, кн. 1-3. Разбору этого донесения посвящено ценное исследование Аделунга, вышедшее в 1827 году одновременно на русском и немецком языках, под заглавием: «Барон Мейерберг и путешествие его по России».
Второе сочинение Мейерберга «Iter in Moschoviam etc.» заключает в себе, между прочим, латинский перевод Уложения царя Алексея Михайловича. О годе и месте издания этого сочинения существуют различные данные: по одним — оно издано в Кёльне в 1663-м, согласно другим, более убедительным, в 1679 году. В 1688 году в Лейдене вышел французский перевод записок Мейерберга, в 1697 году в Неаполе — итальянский. Французский перевод перепечатан в 1858 году в I и II томах «Bibliothèque russe et polonaise», под заглавием: «Relation d’un voyage en Moscovie». 
На русском языке второе сочинение Mейерберга впервые частично опубликовано было в XVIII веке под заглавием «Путешествие Мейерберга по России» (с рисунками). В 1874 году в книге 3-й «Чтений в Обществе Истории и Древностей Российских» при Московском университете за 1873 год напечатан был первый полный перевод А. Н. Шемякина, выпущенный в том же году отдельным оттиском. В 1997 году он без изменений переиздан был Фондом Сергея Дубова в сборнике «Утверждение династии».
К сочинению Мейерберга приложено собрание из почти 250 чертежей и рисунков, представляющих виды городов, монастырей, церквей, портреты жителей страны и вообще всего, на чём останавливавалось внимание чужестранцев. Они выполнены были по указанию Мейерберга сопровождавшими посольство живописцами И. Р. Сторном и Пюманом и, хотя не отличаются художественностью, дают довольно верное представление об изображаемом, в силу чего представляют немалую ценность. Литографии с этих рисунков впервые приложены были к упомянутому исследованию Аделунга. Каждый рисунок снабжён объяснительным примечанием самого Мейерберга. В 1903 году в Санкт-Петербурге, в типографии А. С. Суворина, был издан полный «Альбом Мейерберга», сопровождённый «Объяснительными примечаниями» указанного Аделунга, дополненными историком и библиографом А. М. Ловягиным.

## Издания
- Альбом Мейерберга: Виды и бытовые картины России XVII в. — СПб.: Тип. А. С. Суворина, 1903.[17]
- Путешествие в Московию барона Августина Мейерберга / Пер. с лат. А. Н. Шемякина // Утверждение династии. — М.: Фонд Сергея Дубова; Рита-принт, 1997. — С. 43—184. — (История России и дома Романовых в мемуарах современников. XVII—XX вв.). — ISBN 5-89486-002-4.